# Campeonato Mundial de Tiro con Arco al Aire Libre de 1961
El XXI Campeonato Mundial de Tiro con Arco al Aire Libre se celebró en Oslo (Noruega) entre el 10 y el 13 de agosto de 1961 bajo la organización de la Federación Internacional de Tiro con Arco (FITA) y la Federación Noruega de Tiro con Arco.

## Medallistas

### Masculino
| Evento                  | Oro                                                           | Plata                                                    | Bronce                                                 |
| ----------------------- | ------------------------------------------------------------- | -------------------------------------------------------- | ------------------------------------------------------ |
| Arco recurvo individual | Joseph Thornton Estados Unidos                                | Clayton Sherman Estados Unidos                           | Jorma Sandelin · Finlandia                             |
| Arco recurvo por equipo | Joseph Thornton Clayton Sherman William Bednar Estados Unidos | René Boussu · Henri Verhoeven · Charles Sophie · Bélgica | Jorma Sandelin · Väinö Skarp · Paavo Luoto · Finlandia |

### Femenino
| Evento                  | Oro                                                       | Plata                                                | Bronce                                                 |
| ----------------------- | --------------------------------------------------------- | ---------------------------------------------------- | ------------------------------------------------------ |
| Arco recurvo individual | Nancy Vonderheide Estados Unidos                          | Laurie Fowler Reino Unido                            | Božena Deptová Checoslovaquia                          |
| Arco recurvo por equipo | Nancy Vonderheide Grace Frye Victoria Cook Estados Unidos | Laurie Fowler June Heywood Shirley Lyons Reino Unido | Anita Schlebusch Margaret Harriman E. Caknis Sudáfrica |

## Medallero
| Núm. | País           | Oro | Plata | Bronce | Total |
| ---- | -------------- | --- | ----- | ------ | ----- |
| 1    | Estados Unidos | 4   | 1     | 0      | 5     |
| 2    | Reino Unido    | 0   | 2     | 0      | 2     |
| 3    | Bélgica        | 0   | 1     | 0      | 1     |
| 4    | Finlandia      | 0   | 0     | 2      | 2     |
| 5    | Checoslovaquia | 0   | 0     | 1      | 1     |
| 5    | Sudáfrica      | 0   | 0     | 1      | 1     |
|      | TOTAL          | 4   | 4     | 4      | 12    |